# Балух Василь Олексійович
Василь Балух (нар. 21 листопада 1955 с.Боржигантай, Радянська Росія) — радянський і український історик, доктор історичних наук, професор. Вивчає проблеми античної історії.

## Біографія
Народився в селі Боржигантай, Читинської області, СРСР. В 1979 році закінчив історичний факультет Чернівецької області. З 1982 року працював на кафедрі стародавньої історії та середніх віків. був завідувачем цієї кафедри з 1991 по 1998 року та з 2000 по 2001 рік. Декан філософського факультету з 2001 року.В 1983 році захистив кандидатську дисертацію на тему: Восстановление и укрепление местных Советов на освобожденной территории западных областей УССР в годы Великой Отечественной войны, В 2000 році захистив докторську дисертацію.
Син: Олексій український історик, спеціаліст з історії Буковини в складі Молдавської держави, доцент кафедри історії України Чернівецького університету